# Солтэнешть
Солтэнешть (рум. Soltănești, Солтанешты) — село в Ниспоренском районе Молдавии. Относится к сёлам, не образующим коммуну.

## География
Село расположено на высоте 76 метров над уровнем моря.

## Население
По данным переписи населения 2004 года, в селе Солтэнешть проживает 1507 человек (761 мужчина, 746 женщин).
Этнический состав села:
| Национальность | Число жителей | Процентный состав |
| -------------- | ------------- | ----------------- |
| молдаване      | 1478          | 98.08             |
| румыны         | 14            | 0.93              |
| русские        | 6             | 0.4               |
| украинцы       | 5             | 0.33              |
| гагаузы        | 2             | 0.13              |
| цыгане         | 1             | 0.07              |
| болгары        | 1             | 0.07              |
| Всего          | 1507          | 100%              |